# 元麻布ヒルズ
元麻布ヒルズ（もとあざぶヒルズ）は、東京都港区元麻布にある森ビルが開発した高級レジデンス（マンション）群である。フォレストタワー（地上29階 地下3階 180戸）・フォレストテラスイースト（地上6階 地下1階 23戸）・フォレストテラスウェスト（地上5階 地下1階 19戸）の3棟で構成されている。

## 概要
計画地一帯は行き止まりの道路など基盤整備が立ち遅れていた上、細分化された敷地に戸建住宅と中層マンションが混在する地域であった。1983年に森ビルが善福寺から計画地内の土地を譲り受けたことを機に、地区の地権者に土地利用の共同化を働きかけ開発に着手するが、地権者との交渉や資金調達などが難航。バブル崩壊にも直面したため、計画は一時中断を余儀なくされた。紆余曲折を経つつ、2000年2月に着工。2002年6月竣工にこぎつけた。
地区内地権者約60名による共同プロジェクト「元麻布ヒルズ」は、総合設計制度を活用して任意事業にもかかわらず、マンション3棟を完成させ、寺社の緑を敷地内のオープンスペースと連続させて周辺住宅地とつなげ、地域の環境改善に資するようにした。デザイン監修は内井昭蔵率いる内井昭蔵建築設計事務所やデザイナー集団のConran&Partners（テレンス・コンラン卿主催）。コンセプトは「森の都市」である。
一本松坂沿いにメインゲートがあり、四季の丘を通りフォレストタワーへと続く。タワー形状は樹木をイメージした。
高さ約96m地上29階のタワーが閑静な住宅街に建つことは、影やビル風で住民の住環境に害を及ぼす可能性があった。そこで森ビルは20階以上の部分の幅を約40ｍ、16階より下の幅が約33ｍという「頭でっかちで下半身スリム」な形を考案した。この形にすることで、高層ビルにつきまとう影とビル風という二つの大きな環境問題を解決した。また下部を細くすることで、敷地に広いスペースが生まれたため、樹木を植えている。このほか、地震対策として建物自体を変形させて地震エネルギーを吸収する「耐震構造」ではなく、建物と基礎の間の免震装置を介してエネルギーを減衰させる「免震構造」を採用した。
地上29階には住民専用のルーフガーデン、地上28階にはスカイラウンジ、地下2階には住民専用のワインセラー、地上1階・地下1階には「元麻布ヒルズスパ」も設けた。
総住戸数は222戸。高級賃貸住戸が中心だが、一部は分譲され、最多価格帯は1億円台・2億1000万台が中心。最低でも8000万台、最高は5億4000万円台だった。
六本木ヒルズや愛宕グリーンヒルズなどの複合型ビル施設と異なり、森ビルの『ヒルズ』の中では唯一レジデンス棟のみで構成されている。

## 交通
- 都営大江戸線 麻布十番駅徒歩6分
- 地下鉄南北線 麻布十番駅徒歩7分
- 地下鉄日比谷線 広尾駅徒歩13分